# Zarrentin am Schaalsee
Zarrentin am Schaalsee is een gemeente in de Duitse deelstaat Mecklenburg-Voor-Pommeren, en maakt deel uit van het Landkreis Ludwigslust-Parchim.
Zarrentin am Schaalsee telt 5.369 inwoners.

## Geografie
Zarrentin am Schaalsee, tot 2004 officieel gewoon Zarrentin geheten, ligt in een landschap, dat ontstond tijdens en na de ijstijd Weichselien, en dat sandr genoemd wordt.

### Naburige gemeenten
- Kittlitz (Lauenburg), in Sleeswijk-Holstein, en Kneese in het noorden
- Krembz en Rögnitz in het noordoosten
- Wittendörp in het oosten
- Kogel in het zuiden
- Lüttow-Valluhn in het zuidwesten
- Gudow in het westen, in Sleeswijk-Holstein
- Hollenbek, Klein Zecher, Seedorf en Salem (Lauenburg) in het noordwesten, in Sleeswijk-Holstein.

### Stadsdelen
Tot de gemeente behoren de volgende Ortsteile:
- Bantin (incl. Boissow en Schaliß), ten oosten van het stadje
- Boize
- Lassahn (incl. Bernstorf, Hakendorf, het op een eilandje in de Schaalsee gelegen Stintenburg, Stintenburg-Hütte en Techin), ten noorden van het stadje
- Neuhof (incl. Neuenkirchen), ten noordoosten van Bantin
- Testorf

### Verkeer
Zarrentin ligt niet ver ten noorden van de Autobahn A24. Afrit 9b van deze Autobahn takt dichtbij Zarrentin aan op de Bundesstraße 195, die Zarrentin am Schaalsee verbindt met het meer zuidoostelijk aan de Elbe gelegen Wittenberge.
Openbaar vervoer binnen, van en naar de gemeente is nagenoeg geheel beperkt tot alleen op werkdagen in de spitsuren rijdende schoolbusdiensten. Het stadje heeft, evenals het Ortsteil Bantin, weliswaar een klein spoorwegstation, maar de spoorlijn Hagenow- Bad Oldesloe, waaraan deze liggen, is sedert 2000 voor reizigersverkeer buiten gebruik. De rails liggen er nog, en zeer incidenteel rijdt er een goederentrein overheen.

## Geschiedenis
Het plaatsje is in de middeleeuwen gesticht door leden van een Slavische volksstam en in de 13e eeuw veroverd en herbevolkt door Duitse kolonisten (zie: Oostkolonisatie). De plaatsnaam is verwant aan črny, wat in de Slavische talen voor zwart staat. Het plaatsje, dat vanaf het midden van de 14e eeuw deel heeft uitgemaakt van Mecklenburg, had tot aan de 19e eeuw een bewogen, door branden, oorlogen en andere rampen overschaduwde geschiedenis. Zo werd het tijdens de Dertigjarige Oorlog (1618-1648) een keer gebrandschat en bijna geheel uitgemoord. Van 1250 tot aan de Reformatie in 1552 was hier een nonnenklooster van de cisterciënzers gevestigd. In 1938 verkreeg Zarrentin stadsrechten. Van 1949 tot 1990 was het een wat afgelegen grensplaats in de DDR.

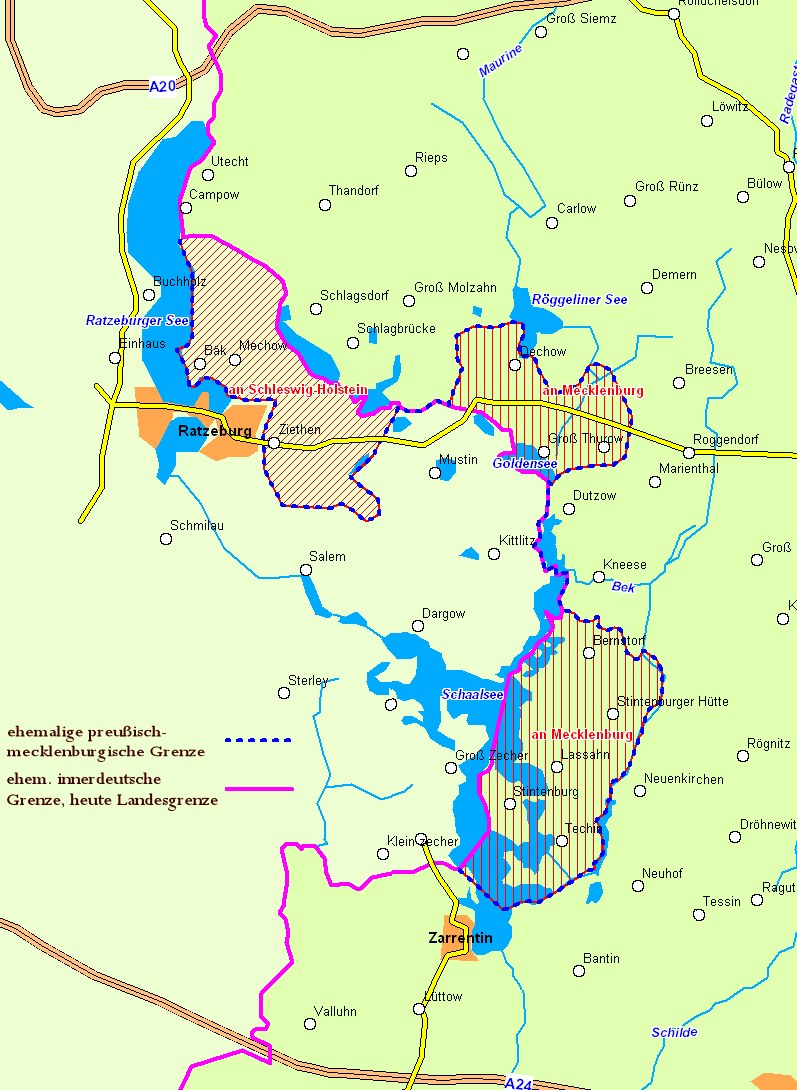
Gebiedsruil Mecklenburg en Sleeswijk-Holstein 13 november 1945

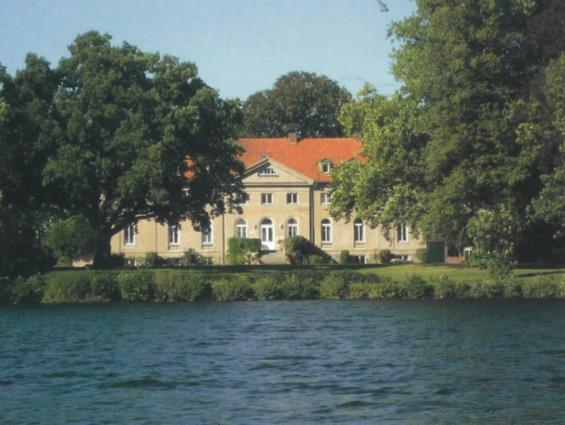
Landhuis van de familie Von Bernstorff in Stintenburg

Tot de gemeente behoort het Stintenburg-eiland, waar een landhuis uit plm. 1817 staat. Dit gebied lag tot aan de Tweede Wereldoorlog in Sleeswijk-Holstein en behoorde aan het adellijke geslacht Von Bernstorff. Graaf Albrecht von Bernstorff (1890-1945; door de SS in de gevangenis Berlin-Moabit omgebracht) was een bekend, lange tijd in Londen gestationeerd diplomaat, en ook een verklaard tegenstander van het nationaalsocialisme en werd in 1943 gearresteerd. Het landgoed werd toen onteigend. Op 13 november 1945 werd tussen de Britse en Sovjet-Russische bezettingsmachten in Duitsland een grenscorrectie overeengekomen (zie bovenstaande kaart). Dit Barber-Ljasjtsjenko-akkoord had tot gevolg, dat o.a. Stintenburg en Lassahn van Sleeswijk-Holstein overgingen naar Mecklenburg-Voor-Pommeren, en daardoor deel gingen uitmaken van de latere DDR. Veel boeren uit o.a. Lassahn wachtten de communistische machtsovername niet af en weken in november 1945 in bootjes uit naar het westen; tot het eind van die maand was er sprake van een massale, door de geallieerde soldaten begeleide, volksverhuizing; er waren regels vastgesteld over wat de migranten wel en niet mee mochten nemen. Na de Wende in 1990 bleven deze gebieden Mecklenburgs, en kwamen in 2004 in de gemeente Zarrentin te liggen.
In 1993 (het landhuis) en 1997 (de rest) werd het eiland Stintenburg aan de adellijke familie Von Bernstorff teruggegeven; leden van dit geslacht wonen er sindsdien weer.

## Bezienswaardigheden, natuurschoon, toerisme
Zarrentin, dat hoofdzakelijk bestaat van het toerisme, ligt aan de visrijke Schaalsee, in het zuiden van een natuurreservaat met de naam Biosphärenreservat Schaalsee . Een bezoekerscentrum met de naam Pahlhuus, Paalhuis dient mede als toeristisch informatiecentrum.
Van het oude klooster, dat in de DDR-tijd sterk was vervallen, is de kloosterkerk en de helft van het kloostergebouw zelf na 1991 gerestaureerd. Het complex dient tegenwoordig als cultureel centrum. In de gemeente staan verder enkele bezienswaardige, oude, evangelisch-lutherse dorpskerken, met name in het schilderachtige dorpje Lassahn, dat tot de gemeente behoort.

## Afbeeldingen

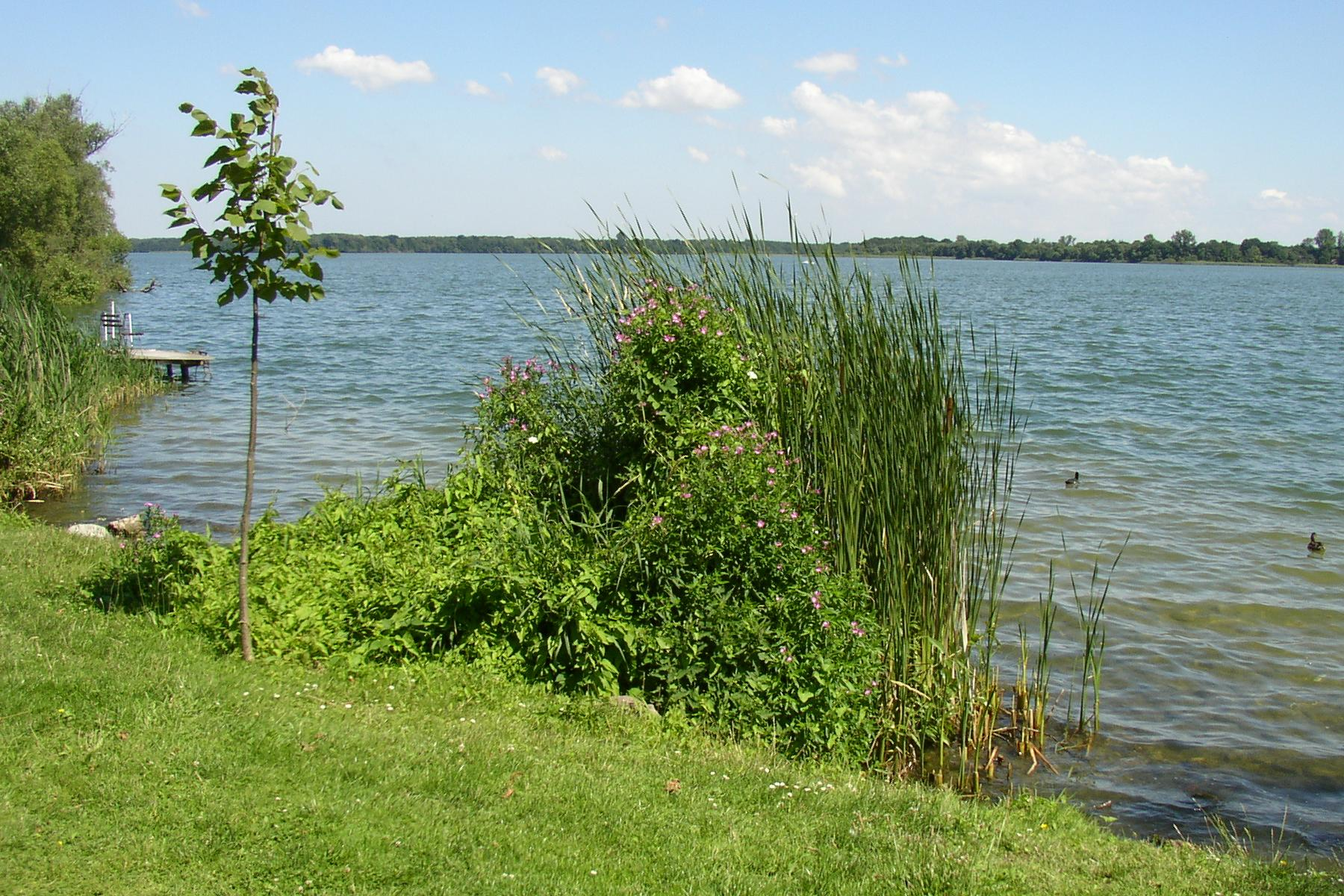
Schaalsee
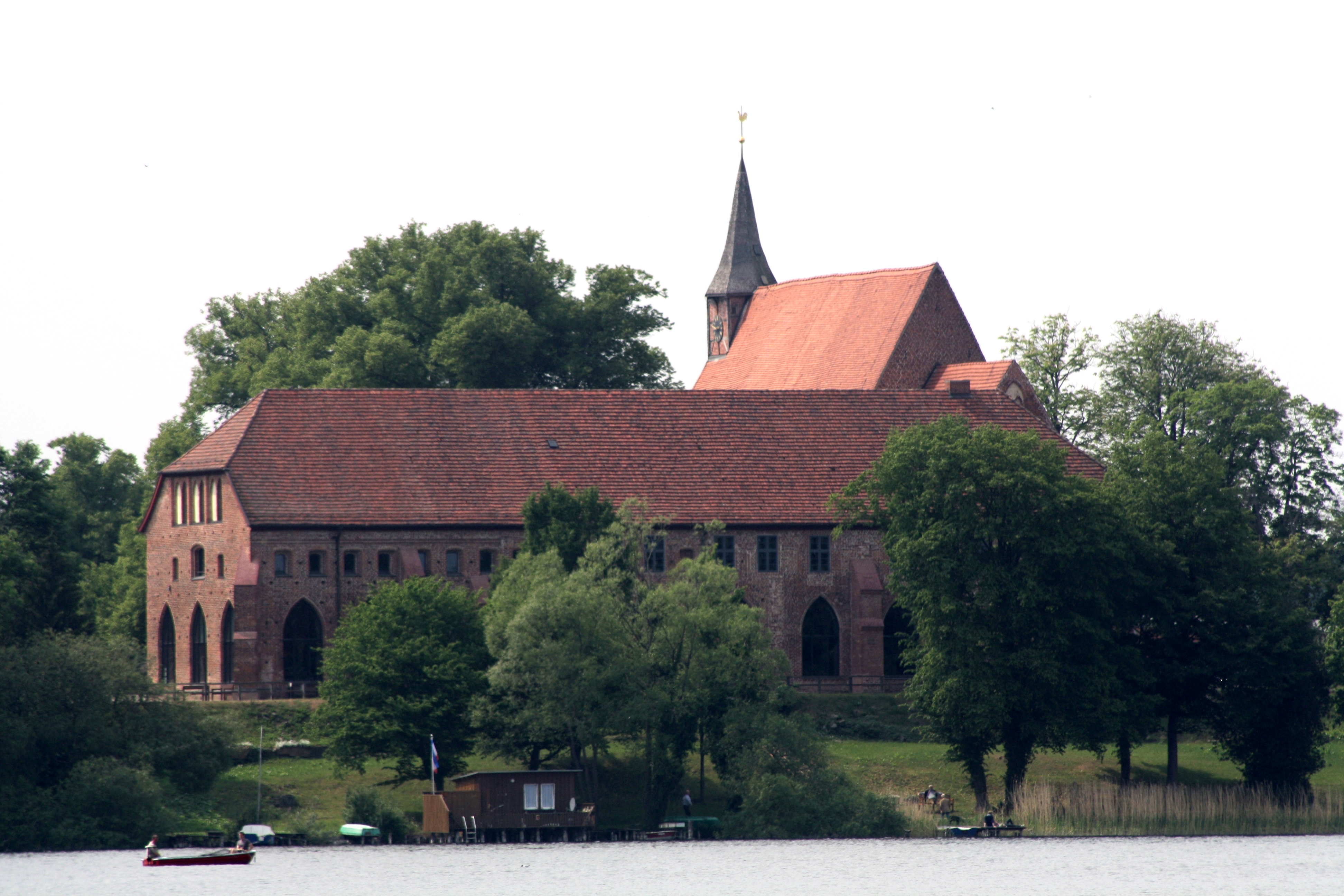
Voormalig klooster
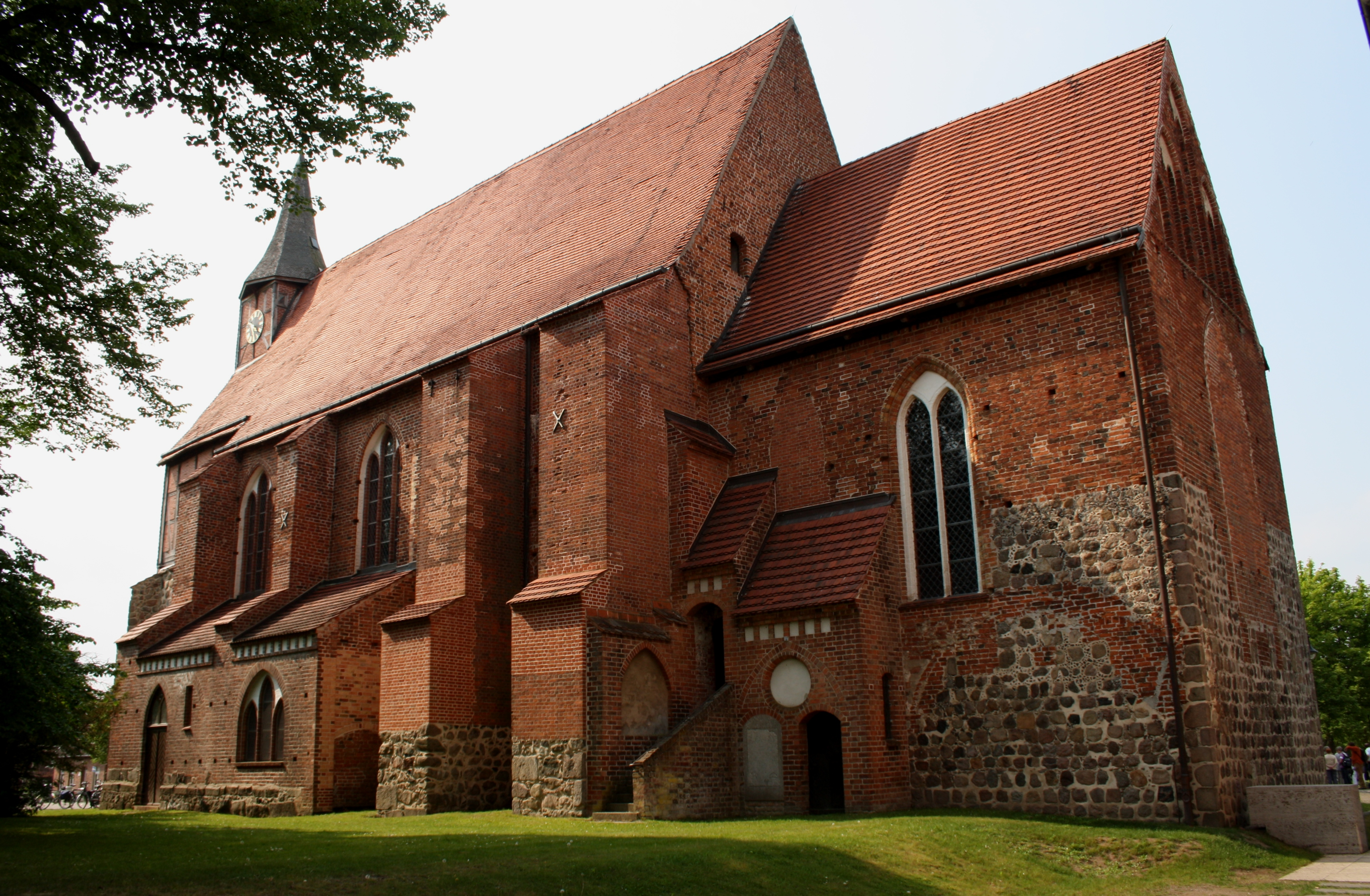
Kloosterkerk van Zarrentin
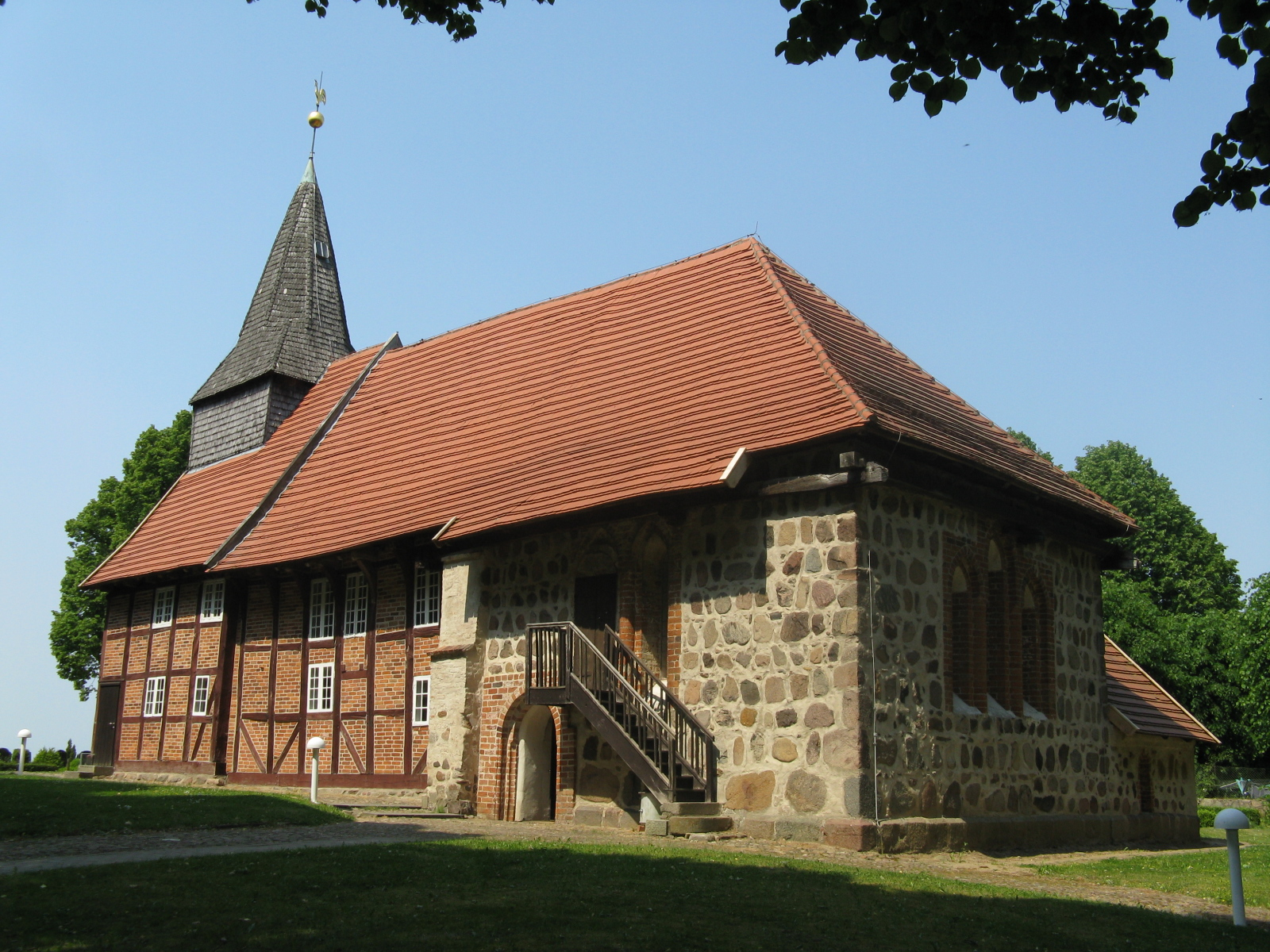
Dorpskerkje van Lassahn
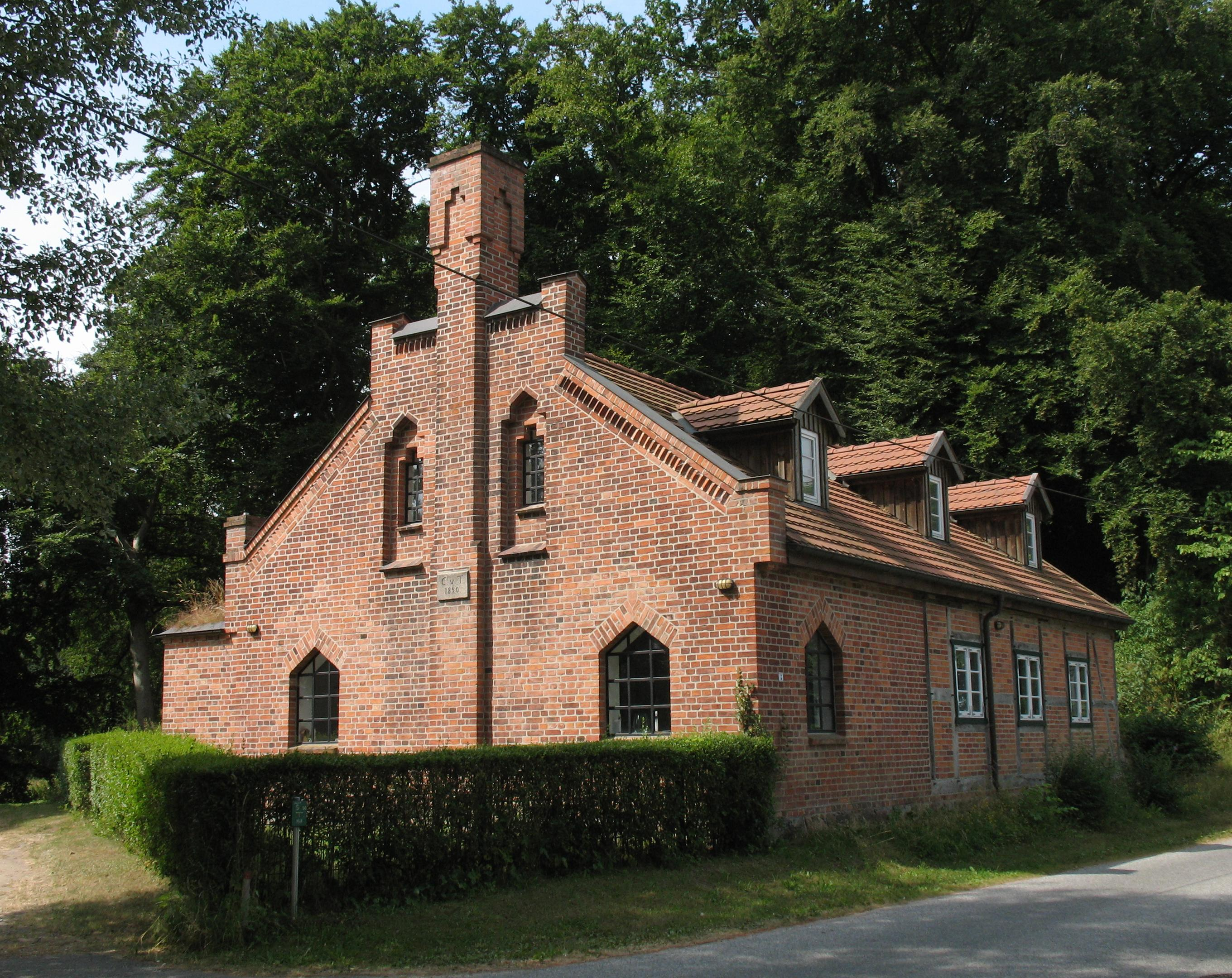
Voormalige smederij